# General Purpose Computation on Graphics Processing Unit
General Purpose Computation on Graphics Processing Unit (kurz GPGPU, vom Englischen für Allzweck-Berechnung auf Grafikprozessoreinheit(en)) bezeichnet die Verwendung eines Grafikprozessors für Berechnungen über seinen ursprünglichen Aufgabenbereich hinaus. Dies können beispielsweise Berechnungen zu technischen oder wirtschaftlichen Simulationen sein. Bei parallelen Algorithmen kann so eine enorme Geschwindigkeitssteigerung im Vergleich zum Hauptprozessor erzielt werden.

## Überblick
GPGPU ist aus den Shadern der Grafikprozessoren hervorgegangen. Die Stärke liegt im gleichzeitigen Ausführen gleichförmiger Aufgaben, wie dem Einfärben von Pixeln oder der Multiplikation großer Matrizen. Da der Geschwindigkeitszuwachs moderner Prozessoren derzeit nicht mehr (primär) durch die Erhöhung des Taktes zu erreichen ist, ist die Parallelisierung ein wichtiger Faktor zum Erreichen höherer Rechenleistungen moderner Computer. Der Vorteil der Verwendung der GPU gegenüber der CPU liegt in der höheren Rechenleistung und der höheren Speicherbandbreite. Die Geschwindigkeit wird hauptsächlich durch den hohen Grad an Parallelität der Rechenoperationen des Grafikprozessors erreicht.
| Modell                            | Theoretische Rechenleistung | Theoretische Rechenleistung | Speicherbus- Datenrate (GByte/s) | Speichertyp | Art          |
| Modell                            | bei einfacher               | bei doppelter               | Speicherbus- Datenrate (GByte/s) | Speichertyp | Art          |
| Modell                            | Genauigkeit (GFlops)        | Genauigkeit (GFlops)        | Speicherbus- Datenrate (GByte/s) | Speichertyp | Art          |
| --------------------------------- | --------------------------- | --------------------------- | -------------------------------- | ----------- | ------------ |
| AMD Radeon Pro Duo                | 16.384                      | 1.024                       | 1.024                            | HBM         | GPU          |
| AMD Radeon R9 Fury X              | 8.602                       | 538                         | 512                              | HBM         | GPU          |
| Nvidia Geforce GTX Titan X        | 6.144                       | 192                         | 336                              | GDDR5       | GPU          |
| AMD FirePro W9100                 | 5.350                       | 2.675                       | 320                              | GDDR5       | GPU          |
| Nvidia Tesla K20X                 | 3.950                       | 1.310                       | 250                              | GDDR5       | GPU          |
| AMD Radeon HD 7970                | 3.789                       | 947                         | 264                              | GDDR5       | GPU          |
| Intel Xeon Phi 7120               | 2.420                       | 1.210                       | 352                              | GDDR5       | Co-Prozessor |
| PlayStation 4 SoC (AMD)           | 1.860                       | -                           | 167                              | GDDR5       | APU          |
| Nvidia Geforce GTX 580            | 1.581                       | 198                         | 192,4                            | GDDR5       | GPU          |
| Intel Xeon E7-8890 v3             | 1.440                       | 720                         | 102,4 (?)                        | DDR4        | CPU          |
| AMD A10-7850k                     | 856                         | -                           | 34                               | DDR3        | APU          |
| Intel Core i7-3930K               | 307,2                       | 153,6                       | 51,2                             | DDR3        | CPU          |
| Intel Pentium 4 mit SSE3, 3,6 GHz | 14,4                        | 7,2                         | 6,4                              | DDR2        | CPU          |

Fragment- und Vertex-Shader können gleichzeitig ausgeführt werden. Ein weiterer Vorteil ist der geringe Preis im Vergleich zu ähnlich schnellen anderen Lösungen sowie die Tatsache, dass geeignete Grafikkarten heute in nahezu jedem PC zu finden sind.

## Geschichte
Shader waren anfangs nur mit speziellen Funktionen, die eng mit grafischen Berechnungen verknüpft waren, verbunden. Um die Geschwindigkeit der Berechnung einzelner Pixel zu beschleunigen, ging man dazu über, die Berechnung einzelner Pixel gleichzeitig auszuführen, indem man mehrere gleichartige Rechenwerke einsetzte. Später kam man auf den Gedanken, die sehr beschränkten Fähigkeiten der Shader zu erweitern, um sie zu massiv-parallelen Recheneinheiten für beliebige Aufgaben werden zu lassen: Die ersten – mehr oder weniger – frei programmierbaren Shader entstanden. Der Trend, Shader frei programmierbar zu designen, hält bis heute an und wird von den Chipdesignern mit jeder neuen Technologiegeneration stets weiter vorangetrieben.
Moderne GPUs haben teilweise über 1000 dieser programmierbaren Shadereinheiten und können somit auch über 1000 Rechenoperationen gleichzeitig ausführen.

## Kritik
Durch OpenCL existiert eine einheitliche Schnittstelle zur Umsetzung von GPGPU-Berechnungen. Der Nachteil gegenüber herkömmlichen CPUs ist die massive Parallelität, mit der die Programme ausgeführt werden müssen, um diese Vorteile zu nutzen. Auch sind GPUs im Funktionsumfang beschränkt. Für den wissenschaftlichen Bereich existieren spezielle Grafikmodelle (Nvidia Tesla, AMD FireStream). Der Speicher dieser Grafikkarten verfügt über Fehlerkorrekturverfahren und deren Genauigkeit bei der Berechnung von Gleitkommazahlen ist größer, was sich auch in den Kosten widerspiegelt.

## Programmierung
Für die Entwicklung GPGPU-fähiger Programme stehen vor allem OpenCL, CUDA, und seit 2012 C++ AMP zur Verfügung. OpenCL ist ein offener Standard, der auf vielen Plattformen zur Verfügung steht, CUDA dagegen ist ein proprietäres Framework von Nvidia und auch nur auf GPUs dieses Herstellers lauffähig. AMP ist eine von Microsoft initiierte C++-Spracherweiterung, die sich jedoch auch innerhalb der Microsoft-Entwicklergemeinschaft nicht durchsetzen konnte, so dass AMP von Microsoft abgeschrieben wurde (Status "deprecated"), und Visual Studio 2022 der letzte AMP-unterstützende Compiler sein wird.
Ein neuerer Ansatz ist OpenACC, das ähnlich wie OpenMP über Compiler-Pragmas gesteuert wird. Damit wird gewöhnlicher Sourcecode, z. B. in C++, automatisch parallelisiert, indem gewisse Compiler-Pragmas wie #pragma acc parallel den seriell formulierten For-Schleifen vorangestellt werden. Der Portierungs-Aufwand ist so relativ klein. Allerdings führt eine automatische Parallelisierung nicht immer zu optimalen Lösungen. OpenACC kann also explizite Parallelprogrammierung wie in OpenCL nie ganz ersetzen. Dennoch ist es in vielen Fällen lohnend, auf diese einfache Art hohe Beschleunigungs-Faktoren auf GPGPU erreichen zu können. OpenACC wird von kommerziellen Compilern wie PGI und freien Compilern wie der GNU Compiler Collection unterstützt.
Um Programme auf einer GPU auszuführen, benötigt man ein Hostprogramm, das die Steuerung des Informationsflusses übernimmt. Meist wird zur Laufzeit der in einer C-ähnlichen Sprache formulierte GPGPU-Code auf Anweisung des Hostprogrammes kompiliert und an den Grafikprozessor zur Weiterverarbeitung gesandt, der dann die errechneten Daten an das Hostprogramm zurückgibt.